# زاوية الكتف السفلية
تتشكل زاوية الكتف السفلية (بالإنجليزية: Inferior angle of the scapula)‏ باتحاد الحدود الإنسية والوحشية للوح الكتف، وهي أدنى جزء سفلي من لوح الكتف. وهي سميكة وخشنة، وفي الجزء الخلفي سطح يتيح اتصال العضلة المدورة الكبيرة وكثيرا ما يتصل عليها أيضاً عدد قليل من ألياف العضلة الظهرية العريضة.
يُطلق على المستوى التشريحي التي يمر رأسيا من خلال زاوية الكتف السفلية بالخط الكتفي.
شلل العضلة المنشارية الأمامية يمكن أن يسبب بروز زاوية الكتف السفلية بطريقة غير طبيعية أو يسبب الكتف المجنحة.

## وصلات خارجية
- shoulder/bones/bones2 at the مدرسة الطب في دارتموث's Department of Anatomy
- درسٌ تشريحي حول radiographsul مُعدٌ بواسطة ويسلي نورمان (جامعة جورجتاون). (xrayleftshoulder)

## صور إضافية

لوح الكتف الأيسر. زاوية الكتف السفلية موضحة باللون الأحمر.
زاوية الكتف السفلية موضحة باللون الأحمر.
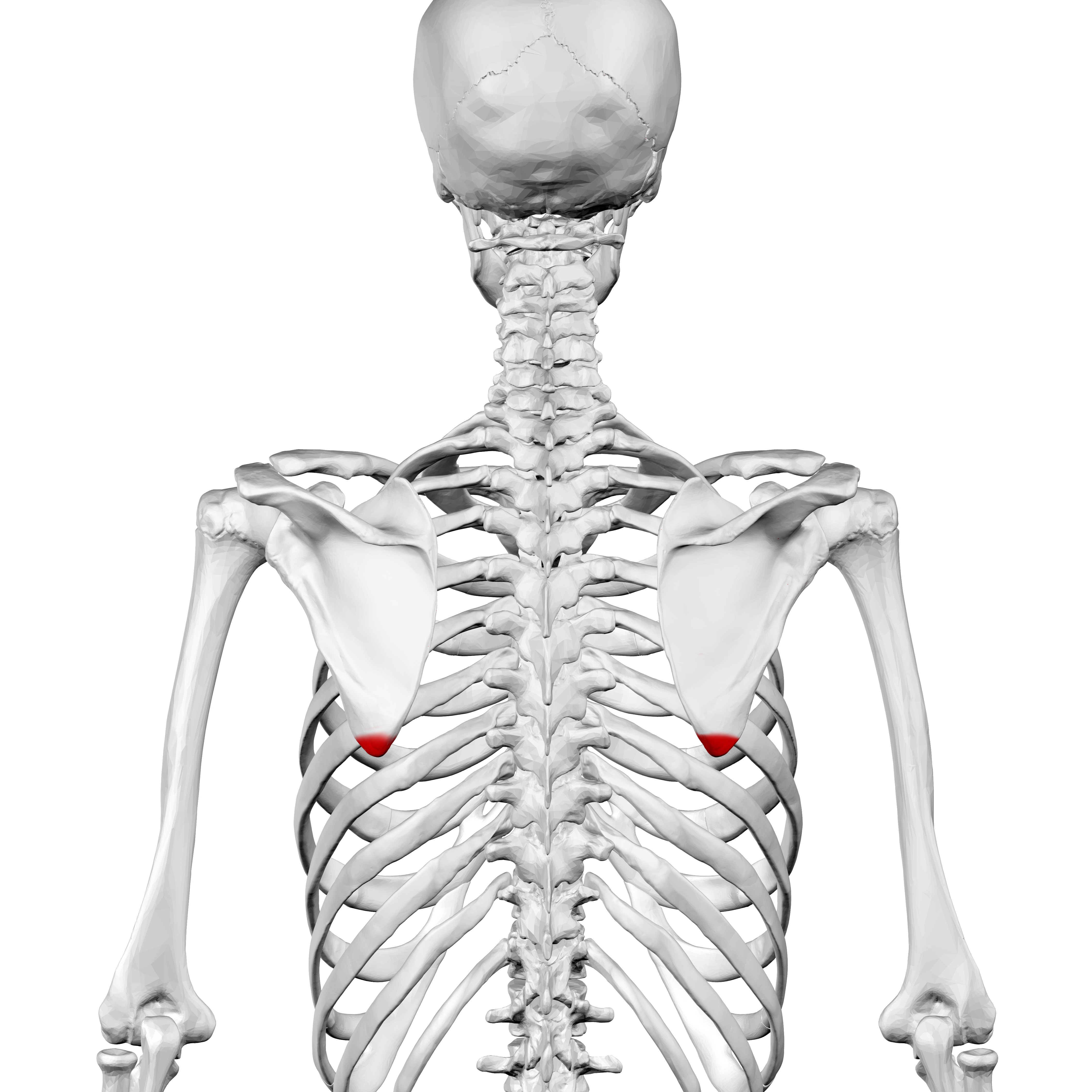
زاوية الكتف السفلية موضحة باللون الأحمر.
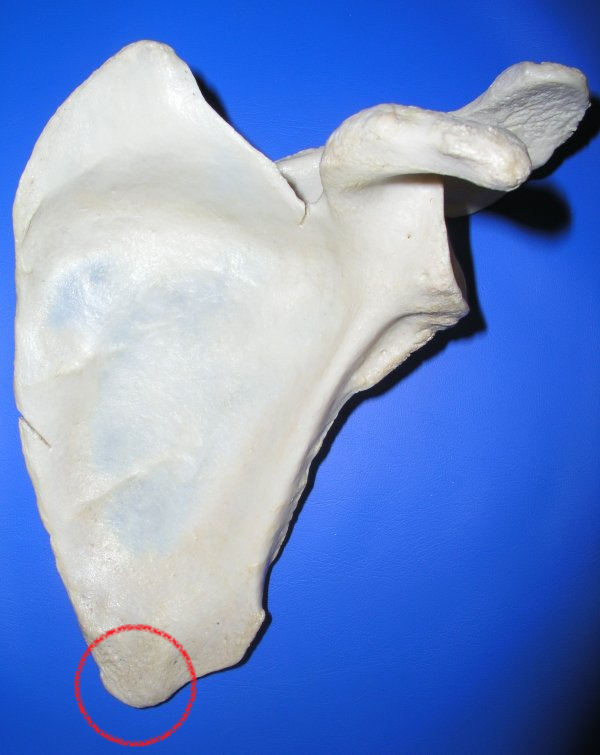
لوح الكتف الأيسر. عرض أمامي. زاوية الكتف السفلية موضحة بالدائرة الحمراء.
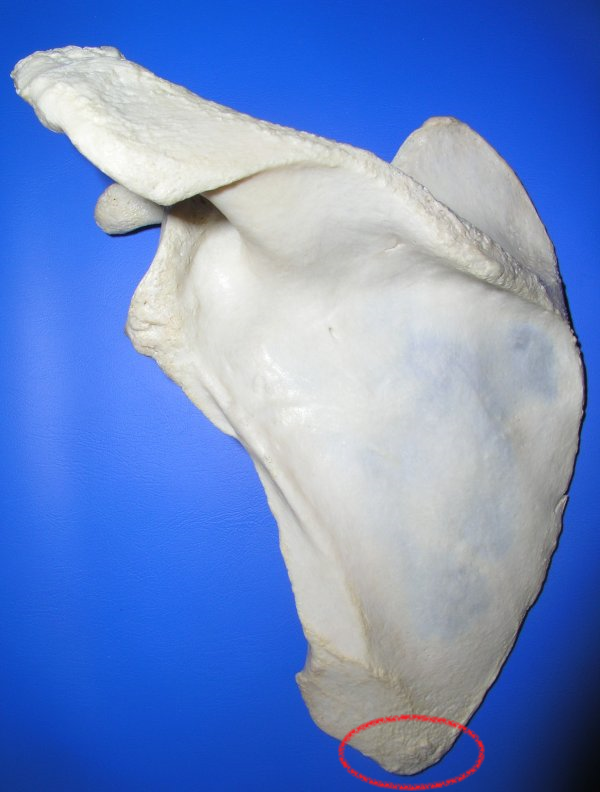
لوح الكتف الأيسر. عرض خلفي. زاوية الكتف السفلية موضحة بالدائرة الحمراء.
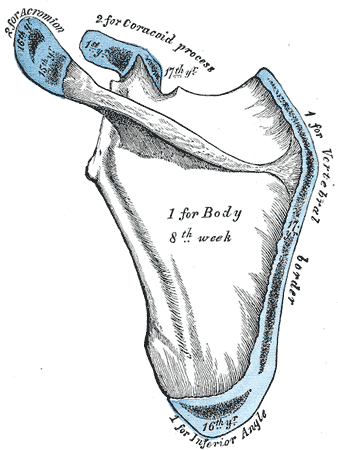
مخطط تعظم لوح الكتف. من سبعة مراكز. (الزاوية السفلية موضحة أسفل الصورة في الوسط).
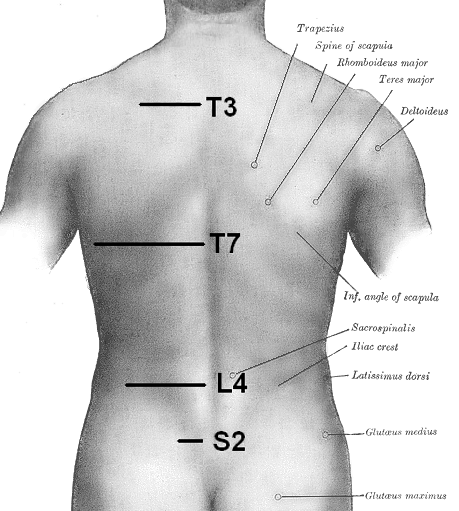
تشريح سطحي للظهر. (الزاوية السفلية للكتف موسومة في وسط الصورة على اليمين).
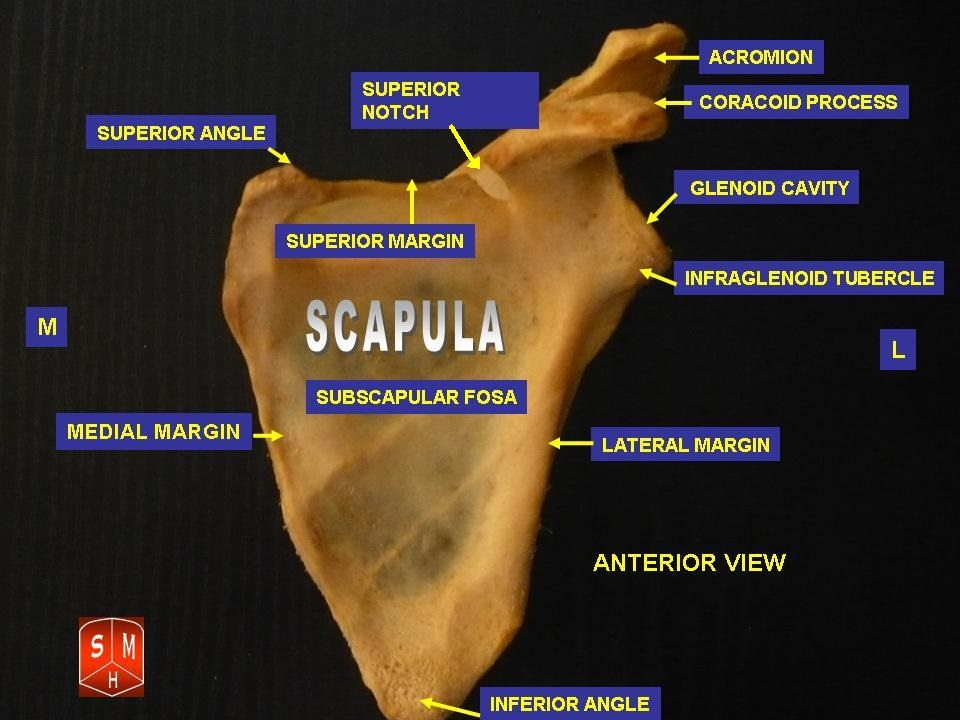
السطح الأمامي للكتف الأيسر. زاوية الكتف السفلية موضحة أسفل الصورة.
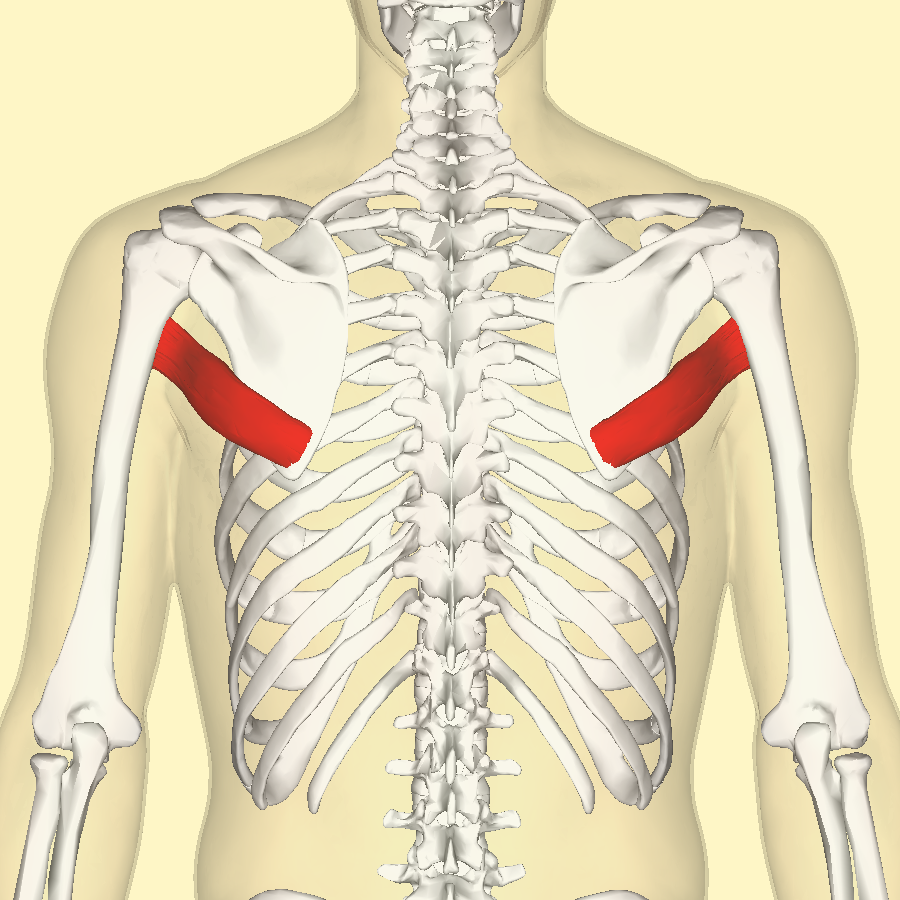
تنشأ العضلة المدورة الكبيرة من المنطقة البيضاوية على السطح الظهري للزاوية السفلية من لوح الكتف ، وترتكز في الشفة الإنسية من التلم بين حدبتي العضد.
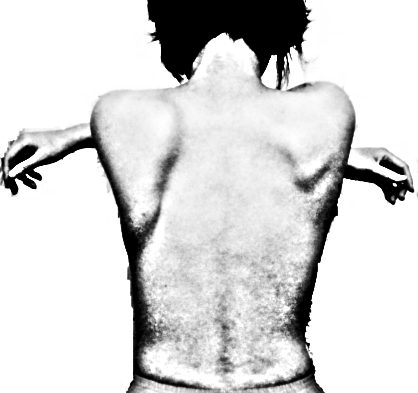
الكتف المجنحة.